# Calscirtus amoa
Calscirtus amoa är en insektsart som beskrevs av Otte, D. 1987. Calscirtus amoa ingår i släktet Calscirtus och familjen syrsor. Inga underarter finns listade i Catalogue of Life.